# Kloster San Bartolomeo di Buonsollazzo
Kloster San Bartolomeo di Buonsollazzo (Sanctus Bartholomoeus de Bono-Solatio) war zunächst ein Benediktiner-, dann ein Zisterzienser- und zuletzt ein Kamaldulenserkloster in der Toskana, Italien. Das Gebäude liegt rund 15 km nördlich von Florenz in der gleichnamigen Metropolitanstadt in der Gemeinde Borgo San Lorenzo an den Hängen des Monte Senario im südlichen Mugello.

## Geschichte
Das Kloster wurde 1084 als Benediktinerniederlassung von Gisla, der Schwester der Herren der Burgen von Cavertezola und Montecaroso (andere nehmen an, von Hugo von Tuszien gestiftet). Die Abtei hing zunächst von dem Kloster San Gaudenzio (an der Straße von Florenz nach Forlì) ab. Sie verzeichnete zuletzt nur noch fünf Mönche und wurde deshalb 1320 dem Zisterzienserorden übertragen und dem Kloster San Salvatore a Settimo bei Florenz als Tochterkloster unterstellt. Damit gehörte es der Filiation der Primarabtei Clairvaux an. San Salvatore entsandte 1321 einen Konvent unter Abt Bernardo Lamberteschi, die fünf Benediktinermönche blieben. Das Kloster blühte darauf auf. Wohl 1477 fiel es in Kommende. Der verkleinerte Konvent hielt gleichwohl die Ordensdisziplin aufrecht. 1497 trat das Kloster der italienischen Zisterzienserkongregation bei. 1705 wurde die Reform des Abbé de Rancé aus Kloster La Trappe in abgemilderter Form übernommen und von Buonsollazzo zwölf Jahre später an Kloster Casamari weitergegeben. 1782 wurde das Kloster wie alle Zisterzienserklöster im Großherzogtum Toskana von Großherzog Leopold I. aufgehoben und an Sigismondo della Stufa verkauft. 1877 wurde es von den Kamaldulensern übernommen. Das seit Jahren leerstehende Kloster wurde 2004 an einen Industriellen aus Padua verkauft, der die Absicht haben soll, das Kloster in Appartements aufzuteilen und zu veräußern.

## Anlage und Bauten
Die alte Klosteranlage wurde nach 1705 abgebrochen und von 1707 bis 1720 wurde ein neues Kloster im Barockstil erbaut. Die Kirche wurde nach einem Plan von Giovanni Battista Foggini errichtet. Sie zeigt an der Fassade ein großes Wappen der Medici. Die Klausur liegt ersichtlich rechts zurückgesetzt von der einschiffigen Kirche, jedoch liegt auch links von ihr ein Klostergebäude.